# Parajubaea torallyi
Parajubaea torallyi, auch Janchicoco-Palme genannt, ist eine Pflanzenart aus der Gattung Parajubaea innerhalb der Familie der Palmengewächse (Arecaceae). 

## Beschreibung

### Vegetative Merkmale
Parajubaea torallyi ist eine Palme, die Wuchshöhen von etwa 14 Metern erreicht. Ihre großen Wedel erreichen Längen von 4,5 bis 5 Metern.

### Generative Merkmale
Der große Blütenstand steht zwischen den Blättern und ist vielverzweigt. Die eiförmigen, graugrünen Früchte sind etwa 5 Zentimeter lang und enthalten einen gelben, süßen Kern, der essbar ist.

## Vorkommen
Parajubaea torallyi stammt aus den bolivianischen Anden. Sie gedeiht in Trockenwäldern auf steilen Felshängen in Höhenlagen zwischen 2400 und 3400 Metern. Sie bildet bzw. bildete dichte Bestände mit tausenden von Exemplaren. Parajubaea torallyi verträgt Kälte und Trockenheit gut.

## Gefährdung und Kultivierung
Mittlerweile wird sie von der IUCN als stark gefährdet (Endangered) eingestuft, da die meisten Exemplare allein stehen und keine Früchte ansetzen. Jungpflanzen sind selten. Sie wird bisher nur selten kultiviert.

## Taxonomie
Die Erstbeschreibung erfolgte 1844 unter dem Namen (Basionym) Diplothemium torallyi durch George Matthias von Martens. Die Neukombination zu Parajubaea torallyi (G.Martens) Burret wurde 1930  durch Max Burret veröffentlicht. Das Artepitheton torallyi ehrt den bolivianischen Mediziner Torally, der im 19. Jahrhundert in Chuquisaca lebte und wirkte.